# Aeroportul Jinja
Aeroportul Jinja (IATA: JIN, ICAO: HUJI) este un aeroport din Regiunea Estică, Uganda ce deservește zona Jinja. A fost numit după zona deservită.
Situat la o altitudine de 1.170 m, aeroportul dispune de o singură pistă.